# Koenigsegg CC
La Koenigsegg CC est un prototype automobile, première voiture conçue par le constructeur suédois Koenigsegg. Le projet démarre en 1995 et le prototype fait sa première apparition sur La Croisette pendant le Festival de Cannes 1997.
En 2002, après cinq années de tests et de mise au point, la Koenigsegg CC est commercialisée sous le nom de Koenigsegg CC8S.

## Motorisation
La CC est équipée d'un moteur V8 Ford à 32 soupapes de 4,6 litres développé par la société canadienne SHM. Ce dernier est construit en aluminium et suralimenté par deux turbocompresseurs. La boîte de vitesses est séquentielle à six rapports.